# Liste der Skulpturen und Reliefs am Albertinum
Die Liste der Skulpturen und Reliefs am Albertinum gibt einen Überblick über die bauplastischen Elemente (Skulpturen, Reliefs, Schlusssteine) am Albertinum in der sächsischen Landeshauptstadt Dresden.
Das Albertinum wurde durch Umbau des alten Zeughauses zum Museumsbau in den Jahren 1884 bis 1889 vom Oberlandbaumeister Adolf Canzler (1818–1903) errichtet. 
Die Planung des bauplastischen Schmucks erfolgte durch Regierungsrat Woldemar von Seidlitz (1850–1922), Ernst Julius Hähnel (1811–1891) und Georg Treu (1843–1921). 
Dabei wurden Hähnels Entwürfe als zu gelehrt und nicht allgemein verständlich abgelehnt. 
Das Programm bezieht sich auf die damalige Hauptfunktion des Gebäudes – die Präsentation der Skulpturensammlung.
Für die Giebelbekrönungen „Bildhauerkunst“ am Haupteingang Brühlsche Terrasse, „Saxonia“ an der Seitenfront zum Kurländer Palais und „Herrscherruhm“ an der Rückseite zur Salzstraße wurde 1891 ein Wettbewerb ausgeschrieben, den die Bildhauer Rudolph Hölbe (1848–1926), Robert Ockelmann (1849–1915) und Richard König (1863–1937) gewannen. Die Aufstellung der fertigen Giebelbekrönungen erfolgte 1894/95.
Die sechs Skulpturen (Büsten) in den lorbeerumkränzten Rundnischen wurden von Robert Diez (1844–1922) geschaffen, sie stellen die „Kunstländer“ Ägypten, Griechenland, Römisches Reich, Deutschland, Italien und Frankreich dar. 
Die Reliefs (jeweils drei Tafeln) beziehen sich auf die Antike bzw. alte heidnische Kunst (linke Seite) und die Neuzeit bzw. neue christliche Kunst (rechte Seite), ebenfalls von Robert Diez geschaffen. 
Die Fertigstellung und Anbringung erfolgte im Jahr 1909.
Die Beschreibung der künstlerischen Arbeiten folgt den Angaben von Stephan.
| Bild | Art                     | Beschreibung | Künstler         | Lage                                                 |
| ---- | ----------------------- | --- | ---------------- | ---------------------------------------------------- |
|      | Albertinum              | Elbseite mit plastischen Schmuckelementen (Schauseite)                                                                                      | Adolf Canzler    | Elbseite (Nordseite), Brühlsche Terrasse             |
|      | Skulptur                | Büste für das Kunstland „Ägypten“ | Robert Diez      | Elbseite, links vom Haupteingang, ganz links außen   |
|      | Skulptur                | Büste für das Kunstland „Griechenland“ | Robert Diez      | Elbseite, links vom Haupteingang, links              |
|      | Relief zur Antike       | Bacchisches Treiben mit Dionysos, Pan, Faun und Satyr                                                                                       | Robert Diez      | Elbseite, links vom Haupteingang, links              |
|      | Relief zur Antike       | Tanz der Drei Grazien | Robert Diez      | Elbseite, links vom Haupteingang, Mitte              |
|      | Relief zur Antike       | Geburt der Aphrodite aus dem Meer mit Fabelwesen und Delphinen                                                                              | Robert Diez      | Elbseite, links vom Haupteingang, rechts             |
|      | Skulptur                | Büste für das Kunstland „Rom“ | Robert Diez      | Elbseite, links vom Haupteingang, rechts             |
|      | Giebel-Skulpturengruppe | Bildhauerkunst: Weibliche Hauptgestalt mit Lorbeerkranz und Fackel, links Jüngling für Steinbildhauerei, rechts bärtiger Mann für Gießkunst | Rudolph Hölbe    | Elbseite, Mitte über dem Haupteingang                |
|      | Skulptur                | Büste für das Kunstland „Deutschland“ | Robert Diez      | Elbseite, rechts vom Haupteingang, links             |
|      | Relief zur Neuzeit      | Himmlische Erlösung (Maria mit Jesusknaben und Engeln)                                                                                      | Robert Diez      | Elbseite, rechts vom Haupteingang, links             |
|      | Relief zur Neuzeit      | Zug der christlichen Tugenden (Hoffnung-Glaube-Liebe)                                                                                       | Robert Diez      | Elbseite, rechts vom Haupteingang, Mitte             |
|      | Relief zur Neuzeit      | Vertreibung aus dem Paradies | Robert Diez      | Elbseite, rechts vom Haupteingang, rechts            |
|      | Skulptur                | Büste für das Kunstland „Italien“ | Robert Diez      | Elbseite, rechts vom Haupteingang, rechts            |
|      | Skulptur                | Büste für das Kunstland „Frankreich“ | Robert Diez      | Elbseite, rechts vom Haupteingang, ganz rechts außen |
|      | Albertinum              | Ostseite mit plastischen Schmuckelementen                                                                                                   | Adolf Canzler    | Ostseite, Tzschirnerplatz                            |
|      | Giebel-Skulpturengruppe | Saxonia mit zwei Knaben mit Palmwedel und sächsischem Wappen                                                                                | Robert Ockelmann | Ostseite, Mitte über dem Mittelrisalit               |
|      | Schlussstein            | Maske |                  | Ostseite                                             |
|      | Albertinum              | Südseite mit plastischen Schmuckelementen                                                                                                   | Adolf Canzler    | Südseite, Salzstraße                                 |
|      | Giebel-Skulpturengruppe | Herrscherruhm: Jüngling mit Lorbeerzweig, links Kriegskunst, rechts Staatskunst                                                             | Richard König    | Südseite, Mitte über dem Mittelrisalit               |
|      | Schlussstein            | Männerkopf |                  | Südseite                                             |
|      | Albertinum              | Westseite mit plastischen Schmuckelementen                                                                                                  | Adolf Canzler    | Westseite, Georg-Treu-Platz                          |
|      | Giebel                  | Skulpturengruppe fehlt, nicht ausgeführt |                  | Westseite, Georg-Treu-Platz                          |